# Kwiatki Małgorzatki
Kwiatki Małgorzatki – zbiór poezji dla dzieci autorstwa polskiej pisarki Marii Kownackiej z 1950.
Zbiór zawiera krótkie utwory wierszowane dla młodszych dzieci.